# Halimium atlanticum
Halimium atlanticum är en solvändeväxtart som beskrevs av Jean-Henri Humbert och Maire. Halimium atlanticum ingår i släktet Halimium och familjen solvändeväxter. Inga underarter finns listade i Catalogue of Life.